# Zasłonak gniady
Zasłonak gniady, zasłonak świerczynowy (Cortinarius fulvescens Fr.) – gatunek grzybów należący do rodziny zasłonakowatych (Cortinariaceae).

## Systematyka i nazewnictwo
Pozycja w klasyfikacji według Index Fungorum: Cortinarius, Cortinariaceae, Agaricales, Agaricomycetidae, Agaricomycetes, Agaricomycotina, Basidiomycota, Fungi.
Po raz pierwszy opisał go w 1838 r. Elias Fries. Nie wskazał typu nomenklatorycznego, ale w 2016 r. Hyde i inni wyznaczyli neotyp. Synonimy:
- Cortinarius acutus var. fasciatus (Scop.) Quél. 1912
- Gomphos fulvescens (Fr.) Kuntze 1891
- Hydrocybe fulvescens (Fr.) A. Blytt 1905

W 1981 r. Stanisław Domański nadał mu polską nazwę zasłonak przepasany, w 1981 r. Andrzej Nespiak opisał ten gatunek pod nazwami zasłonak gniady lub zasłonak świerczynowy. Władysław Wojewoda w 2003 r. zaakceptował nazwy nadane przez A. Nespiaka

## Występowanie i siedlisko
Znane są jego stanowiska w Europie, Ameryce Północnej i Azji, najwięcej stanowisk podano w Europie. W. Wojewoda w 2003 r. przytoczył liczne stanowiska. W późniejszych latach podano wiele następnych stanowisk, a najbardziej aktualne podaje internetowy atlas grzybów. Znajduje się w nim na liście gatunków zagrożonych i wartych objęcia ochroną.
Naziemny grzyb mykoryzowy występujący w lasach iglastych i mieszanych, najczęściej pod sosnami, rzadziej pod świerkami i w zaroślach jałowcowych, często wśród mchów.